# デビッド・ベッドナー (野球)
デビッド・ジェフリー・ベッドナー（David Jeffrey Bednar, 1994年10月10日 - ）は、アメリカ合衆国ペンシルベニア州ピッツバーグ出身のプロ野球選手（投手）。右投左打。MLBのニューヨーク・ヤンキース所属。
弟のウィル・ベッドナーもプロ野球選手（投手）である。

## 経歴

### プロ入り前
少年時代は地元球団であるピッツバーグ・パイレーツに憧れて育った。

### プロ入りとパドレス時代
2016年のMLBドラフト35巡目（全体1044位）でサンディエゴ・パドレスから指名され、プロ入り。契約後、傘下のA-級トリシティ・ダストデビルズでプロデビュー。A級フォートウェイン・ティンキャップスでもプレーし、2球団合計で23試合に登板して4勝4敗4セーブ、防御率2.32、40奪三振を記録した。
2017年はA級フォートウェインとA+級レイクエルシノア・ストームでプレーし、2球団合計で45試合に登板して1勝4敗11セーブ、防御率2.64、81奪三振を記録した。オフにはアリゾナ・フォールリーグに参加し、ピオリア・ハベリーナズに所属した。
2018年はA+級レイクエルシノアでプレーし、47試合に登板して2勝4敗10セーブ、防御率2.73、96奪三振を記録した。
2019年、マイナーではAA級アマリロ・ソッドプードルズでプレーし、44試合に登板して2勝5敗15セーブ、防御率2.95、86奪三振を記録した。9月1日にメジャー契約を結んでアクティブ・ロースター入りすると、同日のサンフランシスコ・ジャイアンツ戦でメジャーデビュー。この年はメジャーで13試合に登板して0勝2敗、防御率6.55、14奪三振を記録した。
2020年は4試合に登板して防御率7.11、5奪三振を記録した。

### パイレーツ時代
2021年1月19日にパドレスとパイレーツ、ニューヨーク・メッツの3チーム間でトレードが行われ、パドレスがパイレーツからジョー・マスグローブを、パイレーツがパドレスからベッドナー、ハドソン・ヘッド、オマー・クルーズ、ドレイク・フェローズ、メッツからエンディ・ロドリゲスを、メッツがパドレスからジョーイ・ルケーシーをそれぞれ獲得した。同年は最終的に61試合に登板して3勝1敗と勝ち越し、3セーブ13ホールド、防御率2.23、77奪三振などを記録した。
2022年は開幕から抑えで好投を続け、7月11日に自身初となるオールスターゲームに選出された。同年は最終的に45試合に登板して3勝4敗の負け越し、19セーブ4ホールド、防御率2.61、69奪三振などを記録した。
2023年はシーズン開幕前の2月10日に第5回ワールド・ベースボール・クラシック（WBC）のアメリカ合衆国代表に選出された。
シーズンでは7月4日に辞退したクレイトン・カーショウの代替選手として、2年連続でオールスターゲームに選出された。同年は最終的に66試合に登板して3勝3敗、防御率2.00、80奪三振などを記録した。また、39セーブを挙げて自身初のタイトルとなるセーブ王に輝いた。
2024年は62試合に登板して3勝8敗と2年ぶりとなる負け越し、23セーブ3ホールド、防御率5.77、58奪三振などを記録した。
2025年は後述のトレード前までに42試合に登板して2勝5敗17セーブ3ホールド、防御率2.37、51奪三振などを記録していた。

### ヤンキース時代
2025年7月31日にラファエル・フローレス、エドグリーン・ペレス、ブライアン・サンチェスとのトレードでニューヨーク・ヤンキースへ移籍した。翌8月1日の交流戦、マイアミ・マーリンズ戦（マーリンズ・パーク）では移籍後初登板を果たして1.2イニングを投げたものの、ハビアー・サノハに同点となるソロ本塁打を浴びるなど2失点と役割を果たせず、チームも逆転サヨナラ負けを喫した。

## 選手としての特徴
最速99.6mph（約160.3km/h）の速球とスプリッターが武器であり、2020年シーズン終了時までのマイナー通算奪三振率は12.41に達する。

## 詳細情報

### 年度別投手成績
| 年 度    | 球 団    | 登 板 | 先 発 | 完 投 | 完 封 | 無 四 球 | 勝 利 | 敗 戦 | セ 丨 ブ | ホ 丨 ル ド | 勝 率 | 打 者 | 投 球 回 | 被 安 打 | 被 本 塁 打 | 与 四 球 | 敬 遠 | 与 死 球 | 奪 三 振 | 暴 投 | ボ 丨 ク | 失 点 | 自 責 点 | 防 御 率 | W H I P |
| -------- | -------- | ----- | ----- | ----- | ----- | -------- | ----- | ----- | -------- | ----------- | ----- | ----- | -------- | -------- | ----------- | -------- | ----- | -------- | -------- | ----- | -------- | ----- | -------- | -------- | ------- |
| 2019     | SD       | 13    | 0     | 0     | 0     | 0        | 0     | 2     | 0        | 2           | .000  | 48    | 11.0     | 10       | 3           | 5        | 0     | 0        | 14       | 0     | 0        | 8     | 8        | 6.55     | 1.36    |
| 2020     | SD       | 4     | 0     | 0     | 0     | 0        | 0     | 0     | 0        | 0           | ----  | 32    | 6.1      | 11       | 1           | 2        | 0     | 0        | 5        | 0     | 0        | 6     | 5        | 7.11     | 2.05    |
| 2021     | PIT      | 61    | 0     | 0     | 0     | 0        | 3     | 1     | 3        | 13          | .750  | 237   | 60.2     | 40       | 5           | 19       | 2     | 1        | 77       | 1     | 0        | 15    | 15       | 2.23     | 0.97    |
| 2022     | PIT      | 45    | 0     | 0     | 0     | 0        | 3     | 4     | 19       | 4           | .429  | 210   | 51.2     | 42       | 4           | 16       | 2     | 1        | 69       | 2     | 1        | 19    | 15       | 2.61     | 1.12    |
| 2023     | PIT      | 66    | 0     | 0     | 0     | 0        | 3     | 3     | 39       | 0           | .500  | 277   | 67.1     | 53       | 3           | 21       | 4     | 3        | 80       | 2     | 0        | 22    | 15       | 2.00     | 1.10    |
| 2024     | PIT      | 62    | 0     | 0     | 0     | 0        | 3     | 8     | 23       | 3           | .273  | 262   | 57.2     | 54       | 9           | 28       | 3     | 3        | 58       | 2     | 0        | 40    | 37       | 5.77     | 1.42    |
| MLB：6年 | MLB：6年 | 251   | 0     | 0     | 0     | 0        | 12    | 18    | 84       | 22          | .400  | 1066  | 254.2    | 210      | 25          | 91       | 11    | 8        | 303      | 7     | 1        | 110   | 95       | 3.36     | 1.18    |

- 2024年度シーズン終了時
- 各年度の太字はリーグ最高

### WBCでの投手成績
| 年 度 | 代 表          | 登 板 | 先 発 | 勝 利 | 敗 戦 | セ ｜ ブ | 打 者 | 投 球 回 | 被 安 打 | 被 本 塁 打 | 与 四 球 | 敬 遠 | 与 死 球 | 奪 三 振 | 暴 投 | ボ ｜ ク | 失 点 | 自 責 点 | 防 御 率 |
| ----- | -------------- | ----- | ----- | ----- | ----- | -------- | ----- | -------- | -------- | ----------- | -------- | ----- | -------- | -------- | ----- | -------- | ----- | -------- | -------- |
| 2023  | アメリカ合衆国 | 4     | 0     | 1     | 0     | 0        | 14    | 4.0      | 3        | 1           | 0        | 0     | 0        | 5        | 0     | 0        | 1     | 1        | 2.25     |

### 年度別守備成績
| 年 度 | 球 団 | 投手（P） | 投手（P） | 投手（P） | 投手（P） | 投手（P） | 投手（P） |
| 年 度 | 球 団 | 試 合     | 刺 殺     | 補 殺     | 失 策     | 併 殺     | 守 備 率  |
| ----- | ----- | --------- | --------- | --------- | --------- | --------- | --------- |
| 2019  | SD    | 13        | 1         | 1         | 0         | 1         | 1.000     |
| 2020  | SD    | 4         | 1         | 0         | 0         | 0         | 1.000     |
| 2021  | PIT   | 61        | 2         | 3         | 0         | 0         | 1.000     |
| 2022  | PIT   | 45        | 0         | 2         | 0         | 1         | 1.000     |
| 2023  | PIT   | 66        | 1         | 9         | 1         | 1         | .909      |
| 2024  | PIT   | 62        | 4         | 2         | 0         | 0         | 1.000     |
| MLB   | MLB   | 251       | 9         | 17        | 1         | 3         | .963      |

- 2024年度シーズン終了時

### タイトル
- 最多セーブ投手：1回（2023年）

### 表彰
- リリーバー・オブ・ザ・マンス：2回（2022年5月、2025年6月）

### 記録
- MLBオールスターゲーム選出：2回（2022年、2023年）

### 背番号
- 67（2019年 - 2020年）
- 51（2021年 - 2025年7月28日）
- 53（2025年8月1日 - ）

### 代表歴
- 2023 ワールド・ベースボール・クラシック・アメリカ合衆国代表